# 河芸郡

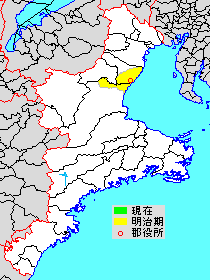
三重県河芸郡の範囲

河芸郡（かわげぐん）は、三重県にあった郡。

## 郡域
1896年（明治29年）に行政区画として発足した当時の郡域は、以下の区域にあたる。
- 津市の一部（概ね栗真町屋町、一身田各町、夢が丘、大里各町、高野尾町、芸濃町椋本、芸濃町忍田、芸濃町楠原以北）
- 鈴鹿市の一部（国分町、木田町、山辺町、野辺町、竹野町、竹野、三日市、三日市町、道伯、道伯町、稲生町、御薗町、長法寺町、三宅町より南東[1]）
- 亀山市の一部（関町萩原・関町福徳）

## 歴史

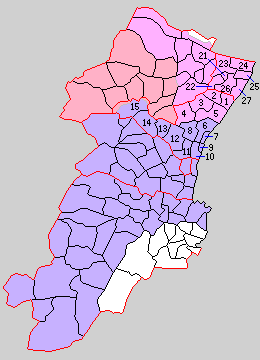
1.白子町 2.稲生村 3.天名村 4.合川村 5.栄村 6.上野村 7.豊津村 8.黒田村 9.白塚村 10.栗真村 11.一身田村 12.大里村 13.高野尾村 14.椋本村 15.明村 21.神戸町 22.飯野村 23.河曲村 24.一ノ宮村 25.箕田村 26.玉垣村 27.若松村（紫：津市 桃：鈴鹿市 赤：亀山市）

- 明治29年（1896年）4月1日 - 郡制の施行のため、河曲郡・奄芸郡の区域をもって河芸郡が発足。（2町20村）
  - 旧・河曲郡（1町6村） - 神戸町・飯野村・河曲村・一ノ宮村・箕田村・玉垣村・若松村（現・鈴鹿市）
  - 旧・奄芸郡（1町14村） - 白子町・稲生村・天名村・合川村・栄村（現・鈴鹿市）・上野村・豊津村・黒田村・白塚村・栗真村・一身田村・大里村・高野尾村・椋本村（現・津市）・明村（現・津市、亀山市）
- 明治30年（1897年）
  - 9月1日 - 郡制を施行。郡役所が白子町に設置。
  - 9月30日 - 若松村の一部（岸岡）が玉垣村に編入。
- 明治44年（1911年）4月1日 - 一身田村が町制施行して一身田町となる。（3町19村）
- 大正12年（1923年）4月1日 - 郡会が廃止。郡役所は存続。
- 大正15年（1926年）7月1日 - 郡役所が廃止。以降は地域区分名称となる。
- 昭和17年（1942年）12月1日 - 白子町・神戸町・稲生村・飯野村・河曲村・一ノ宮村・箕田村・玉垣村・若松村が鈴鹿郡国府村・庄野村・高津瀬村・牧田村・石薬師村と合併して鈴鹿市が発足し、郡より離脱。（1町12村）
- 昭和22年（1947年）7月1日 - 白塚村が町制施行して白塚町となる。（2町11村）
- 昭和29年（1954年）
  - 1月15日 - 一身田町が津市に編入。（1町11村）
  - 8月1日（7村）
    - 白塚町・栗真村が津市に編入。
    - 合川村・天名村・栄村が鈴鹿市に編入。

  - 10月15日 - 豊津村・上野村・黒田村が合併して河芸町が発足。（1町4村）
- 昭和31年（1956年）9月30日 - 下記の変更により河芸郡消滅。三重県内では1896年の郡の再編以来、安濃郡とともに初の郡消滅となった。
  - 河芸郡椋本村・明村・安濃郡安西村・雲林院村・河内村が合併して安芸郡芸濃町が発足。
  - 河芸郡・安濃郡の区域をもって安芸郡が発足。

## 行政
歴代郡長
| 代 | 氏名       | 就任年月日                 | 退任年月日                | 備考                   |
| -- | ---------- | -------------------------- | ------------------------- | ---------------------- |
| 1  | 竹田喜太郎 | 明治29年（1896年）4月1日   |                           |                        |
| 2  | 玉置仙彌   | 明治30年（1897年）12月18日 |                           |                        |
| 3  | 小松良     | 明治35年（1902年）9月15日  |                           |                        |
| 4  | 兼松正人   | 明治35年（1902年）11月15日 |                           |                        |
| 5  | 横山鍬太郎 | 明治37年（1904年）12月22日 |                           |                        |
| 6  | 宮城庄三郎 | 明治38年（1905年）1月      |                           |                        |
| 7  | 福地由廉   | 明治43年（1910年）4月      |                           |                        |
| 8  | 栗田覚治   | 明治44年（1911年）3月      |                           |                        |
| 9  | 片岡宇太郎 | 明治45年（1912年）2月      |                           |                        |
| 10 | 須田松太郎 | 大正11年（1922年）5月13日  |                           |                        |
| 11 | 庄野繁治   | 大正12年（1923年）3月31日  | 大正15年（1926年）6月30日 | 郡役所廃止により、廃官 |

## 関連文献
- 中林楓水『河芸郡史』河芸郡史編纂会、1918年。NDLJP:959169。